# Jimmy Bennett
Jimmy Bennett (ur. 9 lutego 1996 w Seal Beach) – amerykański aktor dziecięcy.
W swojej karierze filmowej grał obok aktorów, takich jak Eddie Murphy (Małolaty u taty, 2003), Tom Hanks (Ekspres polarny, 2004), Bruce Willis (Osaczony, 2005) czy Harrison Ford (Firewall, 2006).

## Kariera
Oprócz filmów pełnometrażowych Bennett wystąpił w prawie 30 reklamach. Pojawiał się też gościnnie w serialach, takich jak Potyczki Amy, CSI: Kryminalne zagadki Las Vegas czy Everwood.

## Życie prywatne
Wraz z rodzicami i siostrą mieszka w Huntington Beach.

## Filmografia
| Rok  | Tytuł                                      | Rola                  |
| ---- | ------------------------------------------ | --------------------- |
| 2009 | Star Trek                                  | młody James T. Kirk   |
| 2009 | Sierota                                    | Daniel                |
| 2009 | Kamień życzeń – magiczne przygody          | Toby Thompson         |
| 2009 | Stolen Lives                               | John                  |
| 2009 | Alabama Moon                               | Moon Blake            |
| 2008 | South of Pico                              | Mark Weston           |
| 2008 | Pamięć z odzysku                           | Dillion               |
| 2008 | Trucker                                    | Peter                 |
| 2008 | Kudłaty zaprzęg                            | Budda (głos)          |
| 2007 | Evan Wszechmogący                          | Ryan Baxter           |
| 2007 | Sposób na rekina                           | młody Pi (głos)       |
| 2006 | Firewall                                   | Andy Stanfield        |
| 2006 | Posejdon                                   | Connor James          |
| 2006 | Kolejna inwazja                            | Rerun Van Pelt (głos) |
| 2005 | Osaczony                                   | Tommy Smith           |
| 2005 | Kubuś i Hefalumpy                          | Maleństwo (głos)      |
| 2005 | Kubuś i pogromcy goblunów                  | Maleństwo (głos)      |
| 2005 | Amityville                                 | Michael Lutz          |
| 2005 | Detektyw                                   | Ivan Tempone          |
| 2004 | The Heart Is Deceitful Above All Things    | młody Jeremiah        |
| 2004 | Maleństwo i przyjaciele                    | Maleństwo (głos)      |
| 2004 | Legenda telewizji                          | Tommy                 |
| 2004 | Ekspres polarny                            | Bartek (głos)         |
| 2003 | Małolaty u taty                            | Flash / Tony          |
| 2003 | I Want A Dog For Christmas, Charlie Brown! | Rerun Van Pelt (głos) |

## Nagrody i wyróżnienia
- Nagroda Młodych Artystów 2008
  - Evan Wszechmogący – najlepszy aktor drugoplanowy w komedii lub musicalu (nominacja)
- Nagroda Młodych Artystów 2007
  - Firewall – najlepszy aktor poniżej 10. roku życia (nominacja)
- Nagroda Młodych Artystów 2005
  - Ekspres polarny – młody zespół w nowym medium (nagroda specjalna)
- Nagroda Młodych Artystów 2004
  - Małolaty u taty – najlepszy aktor poniżej 10. roku życia (nominacja)
  - Małolaty u taty – najlepszy młody zespół